# Wallenstedt
Wallenstedt ist ein Ortsteil der Stadt Gronau (Leine) im Landkreis Hildesheim in Niedersachsen.

## Geografie
Wallenstedt liegt 1 km nordöstlich von Rheden und 2,5 km südsüdöstlich von Gronau. Heinum liegt etwa 2 km östlich an der Kreisstraße K 415. Am Rand von Wallenstedt mündet die Heinumer Leine in den Rodebach. Das Segelfluggelände An den Sieben Bergen liegt gut 1 km südöstlich des Ortes am Nordrand des Höhenzuges Sieben Berge.

## Geschichte
Wallenstedt wurde erstmals im ersten Viertel des 11. Jahrhunderts unter dem Namen Wallenstide erwähnt. Weitere Namen waren 1194 Wallenstede und 1206 Wallenstehde. Wallenstedt wurde 1974 zu einem Ortsteil der Gemeinde Rheden und mit dieser im November 2016 in die Stadt Gronau eingemeindet.
Eine Kapelle mit der Jahreszahl 1597 im Türsturz wurde in den 1870er-Jahren abgebrochen. Etwa 1 km südsüdöstlich des Ortes liegt eine alte Wassermühle, die ehemals dem Kloster Escherde gehörte.
Die Schule Wallenstedts wurde 1975 zum Dorfgemeinschaftshaus. Dieses wurde später durch die Gemeinde Rheden verkauft und dient seither als Gaststätte.

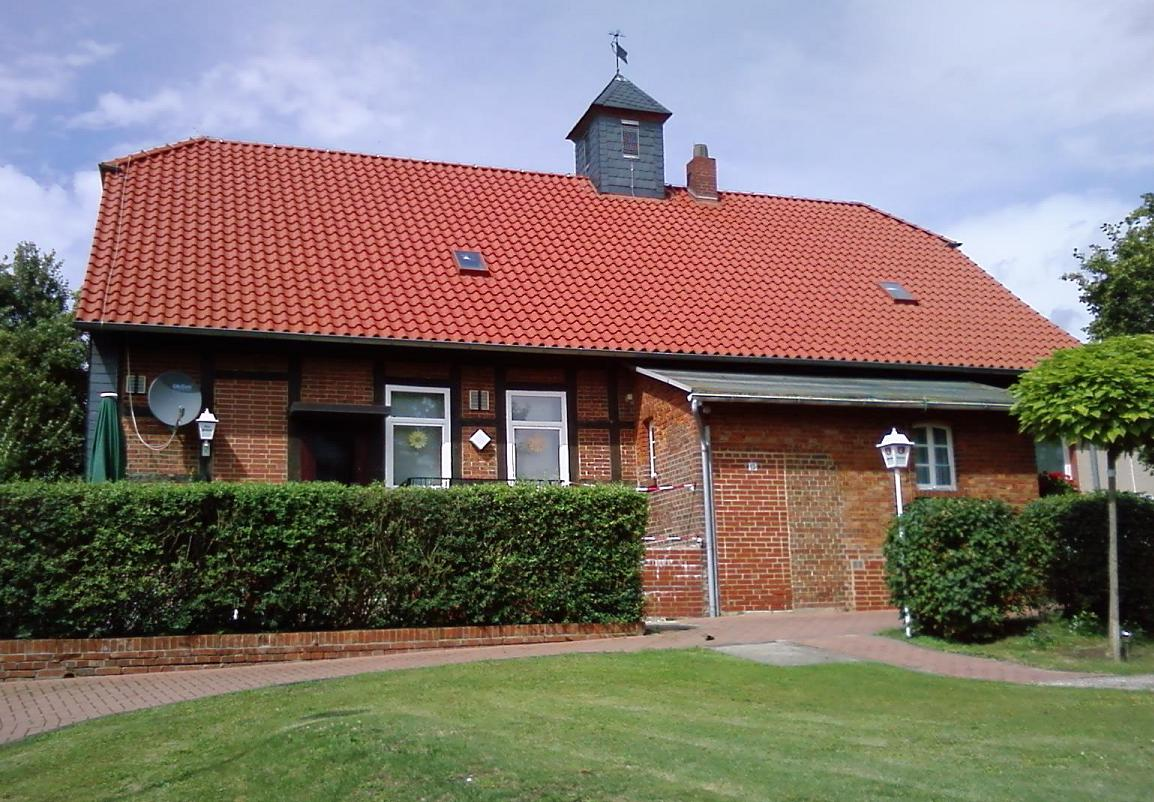
Ehemalige Schule Wallenstedt

## Politik

### Stadtrat und Bürgermeister
Seit dem 1. November 2016 wird Wallenstedt auf kommunaler Ebene vom Rat der Stadt Gronau (Leine) vertreten.

### Wappen
Der damaligen Gemeinde wurde das Kommunalwappen am 16. August 1938 durch den Oberpräsidenten der Provinz Hannover verliehen. Der Landrat aus Alfeld überreichte es am 20. Dezember desselben Jahres.
| Wappen von Wallenstedt | Blasonierung: „Auf Rot ein altgermanischer silberner Spangenhelm mit Naseneisen, der zwischen den Spangen mit goldenen, von Bandmotiven verzierten Platten unterlegt ist.“                                                                               |
| Wappen von Wallenstedt | Wappenbegründung: Während der Zeit des Mittelalters ist in Wallenstedt das Geschlecht „de Wallenstide“ oftmals urkundlich belegt, das im Siegel einen Helm als Symbol zeigte. In Anlehnung an dieses Vorbild ist das oben beschriebene Wappen gestaltet. |

## Persönlichkeiten
Söhne und Töchter des Ortes
- Karl Wolter (1879–1963), Direktor der Preußischen Elektrizitäts Aktiengesellschaft